# Vàkhruixev
Vàkhruixev (en rus: Вахрушев) és un poble (un possiólok) de l'óblast de Sakhalín, a l'Extrem Orient de Rússia, que el 2019 tenia 1.722 habitants. Pertany al districte de Poronaisk. Fins al 1946 la vila es deia Kussunokiiama.